# 猴石镇
猴石镇位于吉林省东丰县城西部，“解放初是东丰八大区”之一。“猴石”，因镇区西面的石山山腰突出一石像酷似猴形而得名。

## 地理位置
东连拉拉河镇，东南界南屯基镇（原红石乡），南接小四平镇（原一面山乡）西界杨木林镇，北邻东辽县凌云镇与拉拉河镇。镇政府驻猴石街，距县城21公里，东丰－西丰省际公路贯穿境内，通往县城的小客每15分钟一辆。北距辽源45公里，有公路通往辽源。

## 行政区划
12个行政村，有89个组，总户数5031户，总人口17795人，其中镇区总户数566户，人口2809人。农业人口14986人，有劳动力8910人。幅员面积127平方公里，耕地面积4594公顷，林地6741公顷，镇内有三座水库，蓄水850万立方米。　　

## 基础设施
镇内有小学12所，有教师132人，在校学生1116人。有中学1所，教师59人，在校学生936人。镇内有幼儿园3个。有中心卫生院1个，医生20人。有村卫生所11个，村医13人。有敬老院1座，收养60人。镇内淀粉厂、橡胶厂、砖厂等企业13家。有个体户132户主要有餐饮服务业、商业、社会服务业、交通运输业、制造、加工业、农林牧渔业等。

## 经济发展
小城镇建设规模不断扩大，“十五”期间，完成小城镇商业街开发建设面积22000平方米；村村通水泥路建设快速发展，2006年末全镇水泥路总里程达到45公里，全镇11个村通上水泥路；邮电通讯发展迅速，全镇程控电话达到1500户、移动电话达到3200部，计算机上网用户达到95户；镇内日供水能力达到500立方米，基本满足镇内生产生活用水需要。人均居住面积达到23平方米。

## 公共事业发展
九年制义务教育情况。小学升学率100%，九年义务教育完成率98%，升高中段入学率40%。镇中学于2003年12月正式成为“东北师大农村实验中学”；医疗卫生事业健康发展，全镇90%以上农民参加了农村新型合作医疗。镇卫生院建设改造全面完成，2005年6月被东丰县公安局指定为东丰县西片的“创伤定点医院”。2003年猴石镇被省政府命名为“省级卫生乡镇”称号。计划生育工作成效明显，人口自然增长率控制在6‰以内；劳动和社会保障事业不断加强，全镇劳动力转移达到4100人，占劳动力总数的50%以上；体育设施不断完善，群众性体育活动十分活跃，广播电视、文化娱乐等各项社会事业都取得了突破性进展，全镇有线电视入户达到1100户。
安业村、猴石村、增和村、新立村、新阳村、光明村、富民村、文安村、保安村、高兴村、高龙村和长甸村。